# Silnice III/2919
Silnice III/2919 je pozemní komunikace ve Frýdlantském výběžku, součásti Libereckého kraje na severu České republiky. Je spojnicí Nového Města pod Smrkem, kde odbočuje ze silnice II/291 severním směrem. Následně prochází lesy rozkládajícími se mezi vrchy Nad nádražím (západně od silnice) Hřebenáčem (východně do silnice). Za lesem na železničním přejezdu chráněném pouze výstražnými kříži přechází jednokolejnou neelektrifikovanou trať číslo 039 vedoucí z Frýdlantu do Jindřichovic pod Smrkem a asi 250 metrů od přejezdu končí na průsečné křižovatce se silnicemi III/2915 a III/2918.